# Премия «Давид ди Донателло» лучшему иностранному режиссёру
Премия «Давид ди Донателло» лучшему иностранному режиссёру (итал. David di Donatello per il miglior regista straniero) — один из призов национальной итальянской кинопремии Давид ди Донателло. которая награждалась с 1966 по 1990 год.

## Победители
- 1966: Джон Хьюстон — Библия
- 1967: Дэвид Лин — Доктор Живаго

Джон Хьюстон стал первым обладателем премии (в 1966 году)

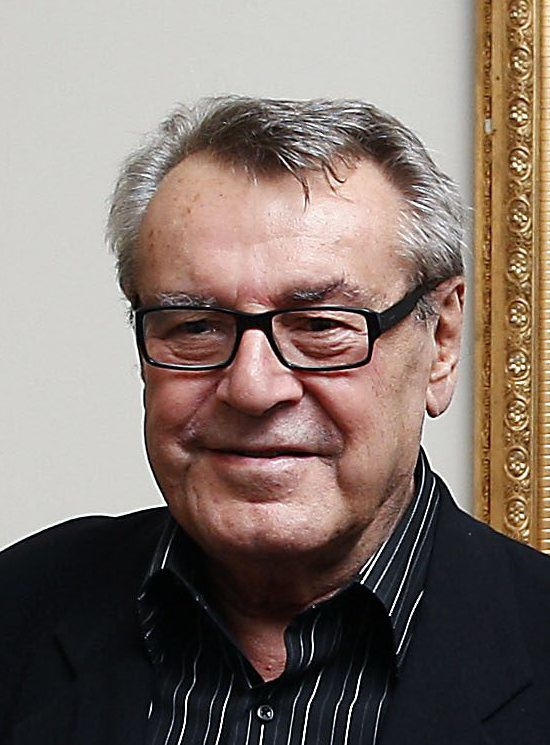
Милош Форман стал первым, кто получил эту премию трижды: в 1976, 1979 и 1985 годах

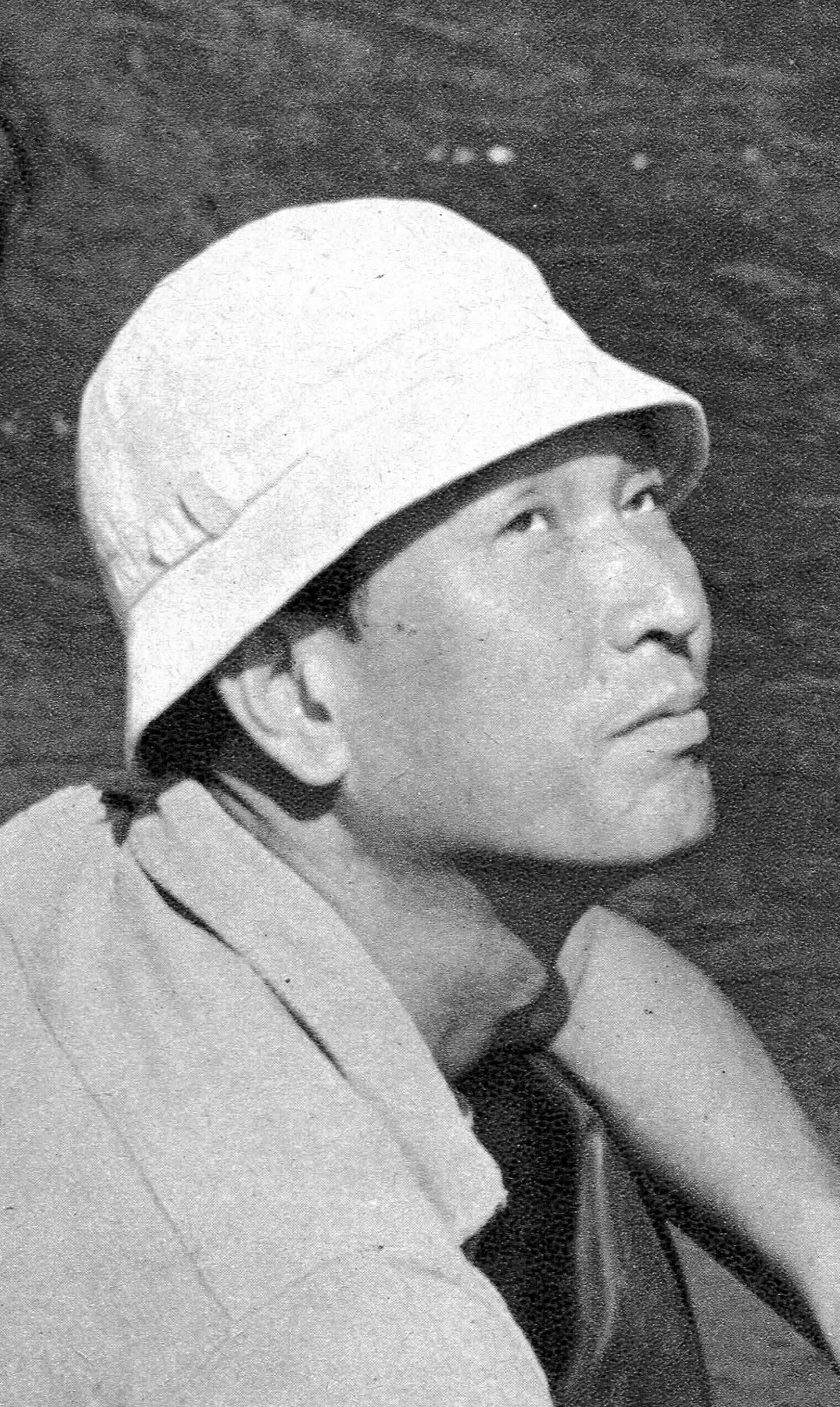
Акира Куросава в 1986 году поравнялся с Милошем Форманом по числу побед (3) в этой категории: в 1977, 1981 и 1986 годах

- 1968: Ричард Брукс — Хладнокровное убийство
- 1969: Роман Полански — Ребенок Розмари
- 1970: Джон Шлезингер — Полуночный ковбой
- 1971: Клод Лелуш — Негодяй
- 1972: Джон Шлезингер — Воскресенье, проклятое воскресенье
- 1973: Боб Фосс — Кабаре
- 1974: Ингмар Бергман — Шёпоты и крики
- 1975: Билли Уайлдер — Первая полоса
- 1976: Милош Форман — Пролетая над гнездом кукушки
- 1977: Акира Куросава — Дерсу Узала
- 1978: Херберт Росс — До свидания, дорогая ex aequo Ридли Скотт — Дуэлянты
- 1979: Милош Форман — Волосы
- 1980: Фрэнсис Форд Коппола — Апокалипсис сегодня
- 1981: Акира Куросава — Тень воина
- 1982: Маргарете фон Тротта — Свинцовые времена
- 1983: Стивен Спилберг — Инопланетянин
- 1984: Ингмар Бергман — Фанни и Александр
- 1985: Милош Форман — Амадей
- 1986: Акира Куросава — Ран
- 1987: Джеймс Айвори — Комната с видом
- 1988: Луи Маль — До свидания, дети
- 1989: Педро Альмодовар — Женщины на грани нервного срыва
- 1990: Луи Маль — Милу в мае